# Holmsland Kommune
| Strukturdaten       | Strukturdaten             |
| ------------------- | ------------------------- |
| Sitz der Verwaltung | Hvide Sande               |
| Fläche              | 94,61 km²                 |
| Einwohner           | 5.193 (2006)              |
| Kommune seit 2007   | Ringkøbing-Skjern Kommune |

Holmsland Kommune war bis Dezember 2006 eine dänische Kommune im damaligen Ringkjøbing Amt in Jütland. Seit Januar 2007 wurde sie mit den Gemeinden Ringkøbing, Skjern, Videbæk und Egvad zur Ringkøbing-Skjern Kommune zusammengeschlossen.
Holmsland Kommune entstand im Zuge der Verwaltungsreform von 1970 und umfasste folgende Sogn:
- Gammel Sogn
- Holmsland Klit Sogn
- Ny Sogn